# Миропільський район
Миропільський райо́н — колишній район Сумської округи, Харківської і Сумської областей.

## Історія
Постановами ЦВК СРСР за 9-23 березня 1927 р. ЦВК РСФРР за 21 березня 1927 р. та Президії ВУЦВК за 4 квітня 1927 р. про врегулювання кордонів між УССР та РСФРР до складу України були передані с. Олександрія, В. Рибиця, Миропілля, Студенок, Пенянка (нині обидва у смузі Миропілля), Запсілля Миропільської волості Грайворонського повіту Курської губернії.
Постановою Малої Президії ВУЦВК «Про створення Миропільського та розформування Степанівського та Славгородського районів Сумської округи» в Сумській окрузі було створено Миропільський район з сільрад Синянської, Грунівської (Сумського району), В. Прикольської, Малорибицької, Осоївської, Петрушівської, Криничанської, Тур'янської (Краснопільського району), Тимофіївської (Жовтневого району), Запсільської, Полянської, Студеноцької, Великорибицької і м. Миропілля (колишньої Миропільської волості Курської губернії) та с. Данилівки (Юнаківського району).
Після ліквідації округ 15 вересня 1930 райони передані в пряме підпорядкування УСРР. До району приєднана територія розформованого Юнаківського району.
27 лютого 1932 став частиною новоутвореної Харківської області.
17 лютого 1935 Тимофіївська сільрада перейшла до Краснопільського району.
10 січня 1939 перейшов до новоутвореної Сумської області.
7 червня 1957 розформований. Запсільська, Малорибицька, Миропільська, Осоївська, Пенянська, Сіннівська, Студеноцька і Тур'янська сільради перейшли до Краснопільського району, Басівська, Біловодська, Водолагівська, Могрицька і Юнаківська сільради перейшли до Хотінського району.